# Hersiliola simoni
Espèce
Synonymes
- Hersiliada simoni O. Pickard-Cambridge, 1872
- Hersilidia lucasii O. Pickard-Cambridge, 1876

Hersiliola simoni est une espèce d'araignées aranéomorphes de la famille des Hersiliidae.

## Distribution
Cette espèce se rencontre en Espagne, au Maroc, au Niger, en Tunisie, en Libye, en Égypte, en Israël, au Liban, en Syrie et en Iran,.

## Description
Les mâles décrits par Foord et Dippenaar-Schoeman en 2005 mesurent de 4,13 à 6,0 mm et les femelles de 4,88 à 4,95 mm.

## Étymologie
Cette espèce est nommée en l'honneur d'Eugène Simon.

## Publication originale
- O. Pickard-Cambridge, 1872 : General list of the spiders of Palestine and Syria, with descriptions of numerous new species, and characters of two new genera. Proceedings of the Zoological Society of London, vol. 1872, p. 212-354 (texte intégral).